# Saint-Amand-Magnazeix
Saint-Amand-Magnazeix é uma comuna francesa na região administrativa da Nova Aquitânia, no departamento de Alto Vienne. Estende-se por uma área de 30,71 km². Em 2010 a comuna tinha 511 habitantes (densidade: 16,6 hab./km²).